# Temporada de Fórmula 3 Brasil de 2014
A temporada de Fórmula 3 Brasil de 2014 é a 8ª temporada de F3 Brasil e a primeira após seu retorno.

## Pilotos e equipes
- Todos os carros usam motores Berta e pneus Pirelli.[1]

| Equipe             | Nº | Piloto            | Classe | Chassis      | Etapas |
| ------------------ | -- | ----------------- | ------ | ------------ | ------ |
| Cesário F3         | 5  | Pedro Piquet      | A      | Dallara F309 | 1      |
| Cesário F3         | 21 | Vitor Batista     | B      | Dallara F301 | 1      |
| Prop Car Racing    | 11 | Lukas Moraes      | A      | Dallara F309 | 1      |
| Prop Car Racing    | 16 | Alexandre Doretto | B      | Dallara F301 | 1      |
| Prop Car Racing    | 84 | Fernando Croce    | B      | Dallara F301 | 1      |
| Hitech Racing      | 12 | Arthur Oliveira   | A      | Dallara F309 | 1      |
| Hitech Racing      | 18 | Matheus Leist     | B      | Dallara F301 | 1      |
| Hitech Racing      | 27 | Bruno Etman       | A      | Dallara F309 | 1      |
| Hitech Racing      | 34 | Matheus Iorio     | B      | Dallara F301 | 1      |
| RR Racing          | 15 | Raphael Raucci    | A      | Dallara F309 | 1      |
| RR Racing          | 28 | Artur Fortunato   | A      | Dallara F309 | 1      |
| RR Racing          | 46 | Mauro Auricchio   | B      | Dallara F301 | 1      |
| RR Racing          | 53 | Victor Miranda    | B      | Dallara F301 | 1      |
| EMB Racing         | 25 | Gabriel Kenji     | B      | Dallara F301 | 1      |
| Kemba Racing       | 91 | Leonardo de Souza | A      | Dallara F309 | 1      |
| Capital Motorsport | 99 | Francisco Alfaya  | B      | Dallara F301 | 1      |

| Ícone | Classe  |
| ----- | ------- |
| A     | Class A |
| B     | Class B |

## Calendário e resultados
O calendário para a temporada de 2014 foi divulgado em 12 de dezembro de 2013 com a F3 acompanhando o Campeonato Brasileiro de Marcas em sete das oito etapas de sua temporada, com a exceção à etapa de Santa Cruz em que a categoria deve ser disputada no mesmo fim de semana da Stock Car Brasil.
| Etapa | Etapa | Circuito                                     | Data           | Pole position       | Volta mais rápida   | Piloto vencedor | Equipe Vencedora | Vencedor Classe B |
| ----- | ----- | -------------------------------------------- | -------------- | ------------------- | ------------------- | --------------- | ---------------- | ----------------- |
| 1     | P1    | Autódromo Internacional de Tarumã            | 5 de abril     | Pedro Piquet        | Lukas Moraes        | Pedro Piquet    | Césario F3       | Vitor Baptista    |
| 1     | P2    | Autódromo Internacional de Tarumã            | 6 de abril     |                     | Pedro Piquet        | Pedro Piquet    | Césario F3       | Vitor Baptista    |
| 2     | P1    | Autódromo Internacional de Santa Cruz do Sul | 12 de abril    | Pedro Piquet        | Pedro Piquet        | Pedro Piquet    | Césario F3       | Vitor Baptista    |
| 2     | P2    | Autódromo Internacional de Santa Cruz do Sul | 13 de abril    |                     | Pedro Piquet        | Vitor Baptista  | Césario F3       | Vitor Baptista    |
| 3     | P1    | Autódromo Internacional Nelson Piquet        | 3 de maio      | Pedro Piquet        | Pedro Piquet        | Pedro Piquet    | Césario F3       | Vitor Baptista    |
| 3     | P2    | Autódromo Internacional Nelson Piquet        | 4 de maio      |                     | Artur Fortunato     | Pedro Piquet    | Césario F3       | Vitor Baptista    |
| 4     | P1    | Autódromo José Carlos Pace                   | 24 de maio     | Lukas Moraes        | Lukas Moraes        | Lukas Moraes    | Prop Car Racing  | Vitor Baptista    |
| 4     | P2    | Autódromo José Carlos Pace                   | 25 de maio     |                     | Vitor Baptista      | Renan Guerra    | RR Racing        | Vitor Baptista    |
| 5     | P1    | Autódromo Internacional de Curitiba          | 26 de julho    | Pedro Piquet        | Pedro Piquet        | Pedro Piquet    | Césario F3       | Vitor Baptista    |
| 5     | P2    | Autódromo Internacional de Curitiba          | 27 de julho    |                     | Pedro Piquet        | Pedro Piquet    | Césario F3       | Vitor Baptista    |
| 6     | P1    | Velopark, Nova Santa Rita                    | 7 de setembro1 | Pedro Piquet        | Vitor Baptista      | Pedro Piquet    | Césario F3       | Matheus Leist     |
| 6     | P2    | Velopark, Nova Santa Rita                    | 7 de setembro1 |                     | Sergio Sette Câmara | Vitor Baptista  | Césario F3       | Vitor Baptista    |
| 7     | P1    | Autódromo Internacional de Curitiba          | 18 de outubro  | Pedro Piquet        | Pedro Piquet        | Pedro Piquet    | Césario F3       | Vitor Baptista    |
| 7     | P2    | Autódromo Internacional de Curitiba          | 19 de outubro  |                     | Sergio Sette Câmara | Vitor Baptista  | Césario F3       | Vitor Baptista    |
| 8     | P1    | Autódromo Internacional Ayrton Senna         | 22 de novembro | Sergio Sette Câmara | Pedro Piquet        | Pedro Piquet    | Césario F3       | Matheus Leist     |
| 8     | P2    | Autódromo Internacional Ayrton Senna         | 23 de novembro |                     | Pedro Piquet        | Pedro Piquet    | Césario F3       | Matheus Iorio     |

- ↑1  A primeira corrida no Velopark foi adiada de 06 de setembro devido à chuva persistente

## Pontuação
- Points were awarded as follows:

| Position | 1  | 2  | 3 | 4 | 5 | 6 | 7 | 8 |
| -------- | -- | -- | - | - | - | - | - | - |
| Points   | 15 | 12 | 9 | 7 | 5 | 3 | 2 | 1 |